# SR22 (航空機)

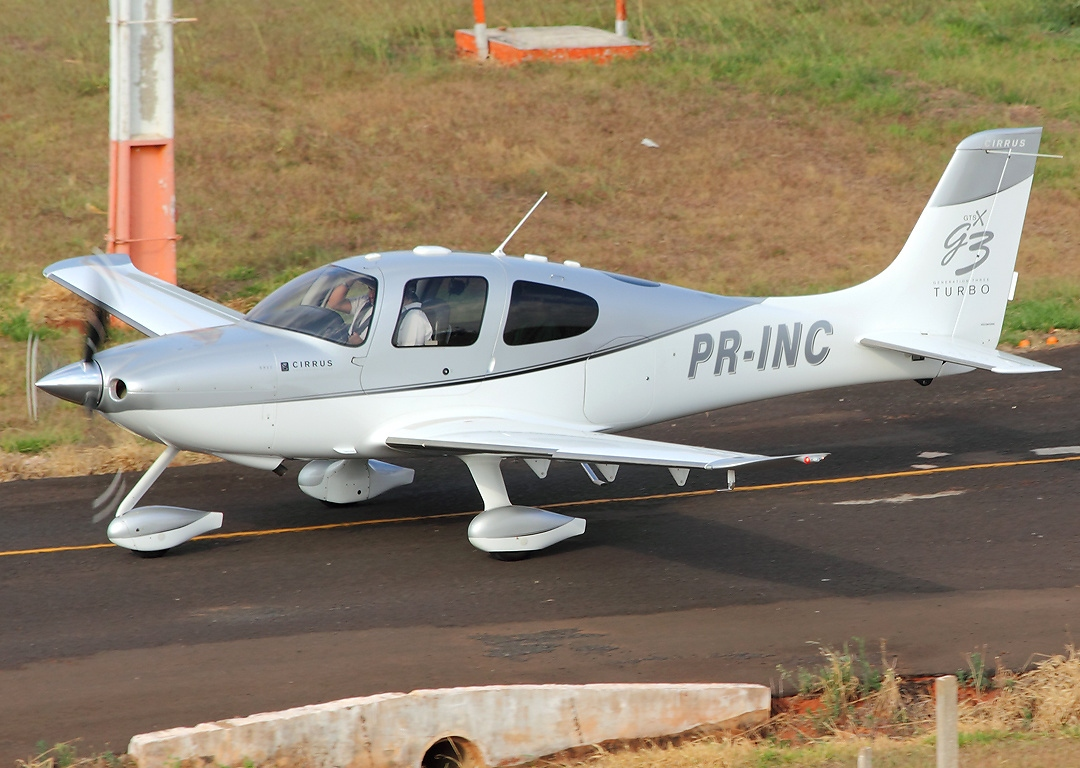
Cirrus SR22

シーラス SR22(Cirrus SR22)はアメリカ、ミネソタ州のシーラス・エアクラフト(Cirrus Aircraft)が開発した単発低翼固定脚の軽飛行機シリーズ『SRシリーズ』の一つである。

## 概要

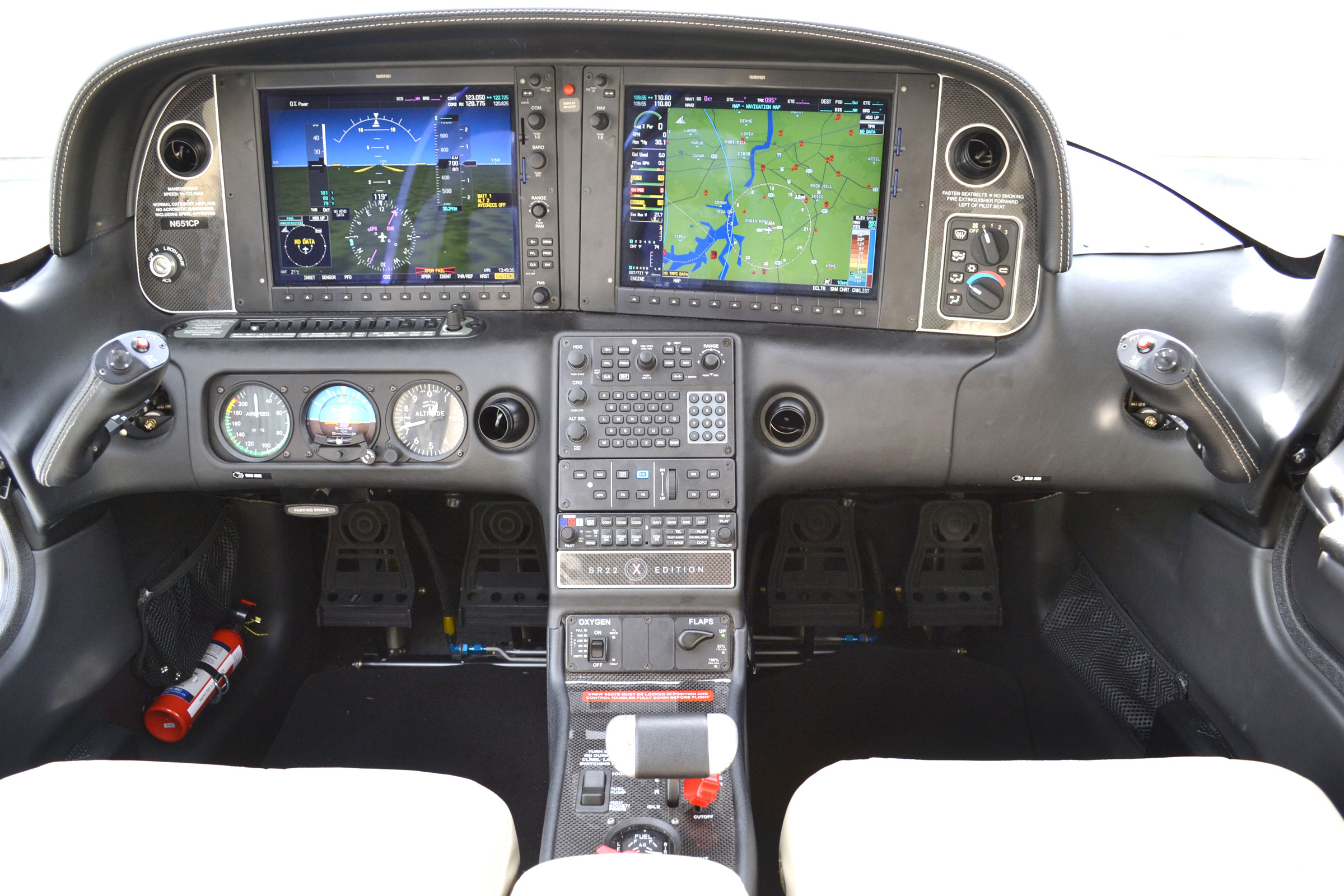
SR22TNのコクピット

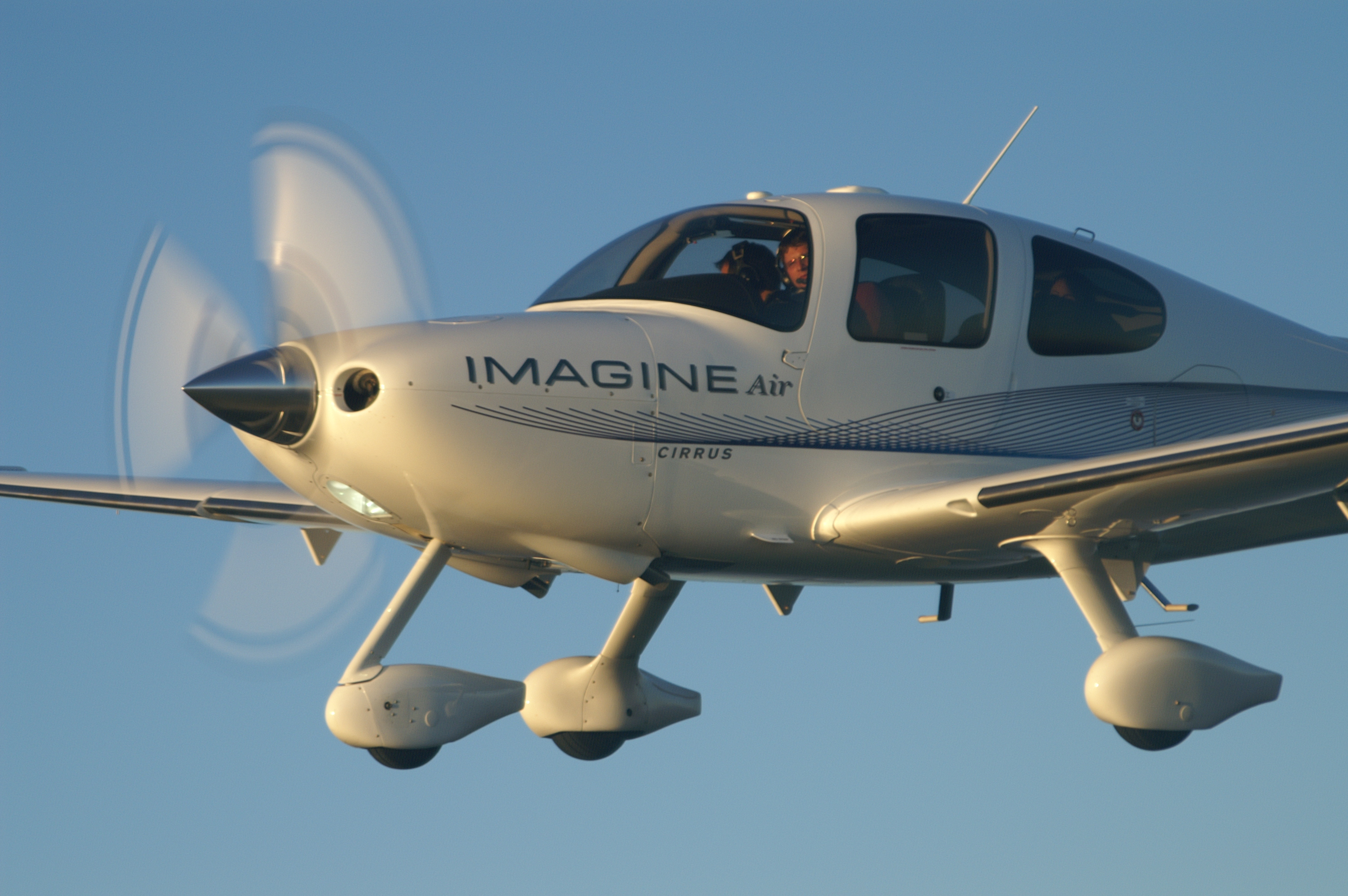
ImagineAirがエアタクシーとして使用している機体

スタンダードモデルであるSR20のエンジンをより強力なIO-550-N（310馬力）に変更したモデルで、巡航速度と航続距離が向上している。SRシリーズ共通となるサイドヨーク式の操縦桿を採用し、内装や機体のカラーカスタマイズも可能である。SR20よりも高速・長距離の飛行を望む個人向けの需要や、高性能練習機としての需要を想定している。小型機ではあるが分割式シートを搭載し大きな荷物にも対応しているためエアタクシーとしても採用されている。
アビオニクスにはガーミンG1000Nxiベースのグラスコックピット『Cirrus Perspective +』やリカバリー機能付きのオートパイロット、後述するパラシュートシステムなどのSRシリーズ標準装備以外にも、TCASⅠに類似した衝突防止警報装置や地形表示システムと連動した対地接近警報装置などの安全装置、Jeppesenの電子チャート図や空港の滑走路データの画面表示、引込式の降着装置の操作や故障が再現できるシステムなど訓練機用のオプションが充実している。
これらを導入すれば現代のエアラインが導入している旅客機に近いシステムとなるため、初等訓練から計器飛行だけでなく、実際の運航を想定した訓練まで対応する練習機として採用が続いている。民間フライトスクールの事業用操縦士養成コース以外にも、エミレーツ航空やルフトハンザ航空など航空会社の自社養成用機材、韓国や中国の国立パイロット学校の訓練機などに採用されている。日本ではビーチクラフト ボナンザの後継機として航空大学校に導入が決定し、2019年に納入が開始された。軍用としては、フランス航空宇宙軍が練習機として2024年時点で7機のSR22を運用（リース機）している。
標準モデル以外にもエンジンをターボチャージャー搭載のTSIO-550-K（315馬力）に変更した『SR22T』も併売されている。
2013年、SRシリーズの年間デリバリー機数が練習機として多く利用されているセスナの軽飛行機（172、182、206、TTxの合計）を抜き、次世代のベストセラー機としての地位を確立しつつある。その中で最も人気が高いのがSR22Tで、それに次いでSR22の販売機数が多い。SR22Tはほぼ個人向けであるが、SR22は前述のように高性能訓練機としての需要も高く、一括導入が多い。2019年時点で60カ国で約7000機が飛行している。また2019年から内装の簡素化など訓練用に最適化したモデル『TRAC』を販売している。
2017年からはアビオニクスをアップデートし航法灯にLEDを採用したG6が販売されている。

### パラシュートシステム

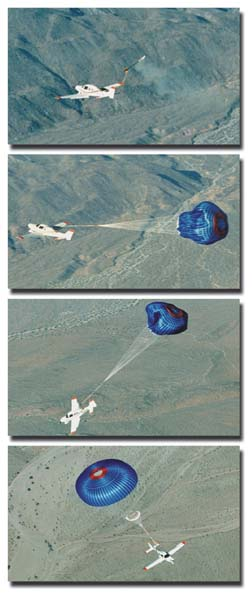
パラシュートが開く様子

『SRシリーズ』共通の安全装備として緊急用パラシュートを展開するシステム（Cirrus Airframe Parachute System, CAPS）を搭載しており、機体が操縦不能になったり、エンジンが故障して滑走路外への不時着が避けられなくなった際には、機体背面からパラシュートを射出し、機体の落下速度を緩やかにして軟着陸させることが可能である。
適切にCAPSを作動させれば、高確率で、航空事故からほとんど無傷の状態で生還できるとされている。
シーラス社によれば、2017年1月現在、このシステムによって146人の命が救われたという。

## スペック(SR22)
シーラス公式サイトより
- 全幅：11.67 m
- 全長：7.92 m
- 全高：2.71 m
- 最大巡航速度：183 kt
- 実用上昇限度：17,500 ft
- 航続距離：804 nm (75% Power at 8,000ft)
- エンジン：コンチネンタル IO-550-N 310HP
- 使用可能な燃料の量：92 gal
- 有効積載量：1,330 lb (603 kg)
- 搭乗者：最大5名

## スペック(SR22T)
シーラス公式サイトより
- 全幅：11.67 m
- 全長：7.92 m
- 全高：2.71 m
- 最大巡航速度：213 kt
- 実用上昇限度：25,000 ft
- 航続距離：895 nm (75% Power at 18,000ft)
- エンジン：コンチネンタル TSIO-550-K Turbocharged 315HP
- 使用可能な燃料の量：56 gal
- 有効積載量：1,248 lb (566 kg)
- 搭乗者：最大5名